# Julian Maliniak

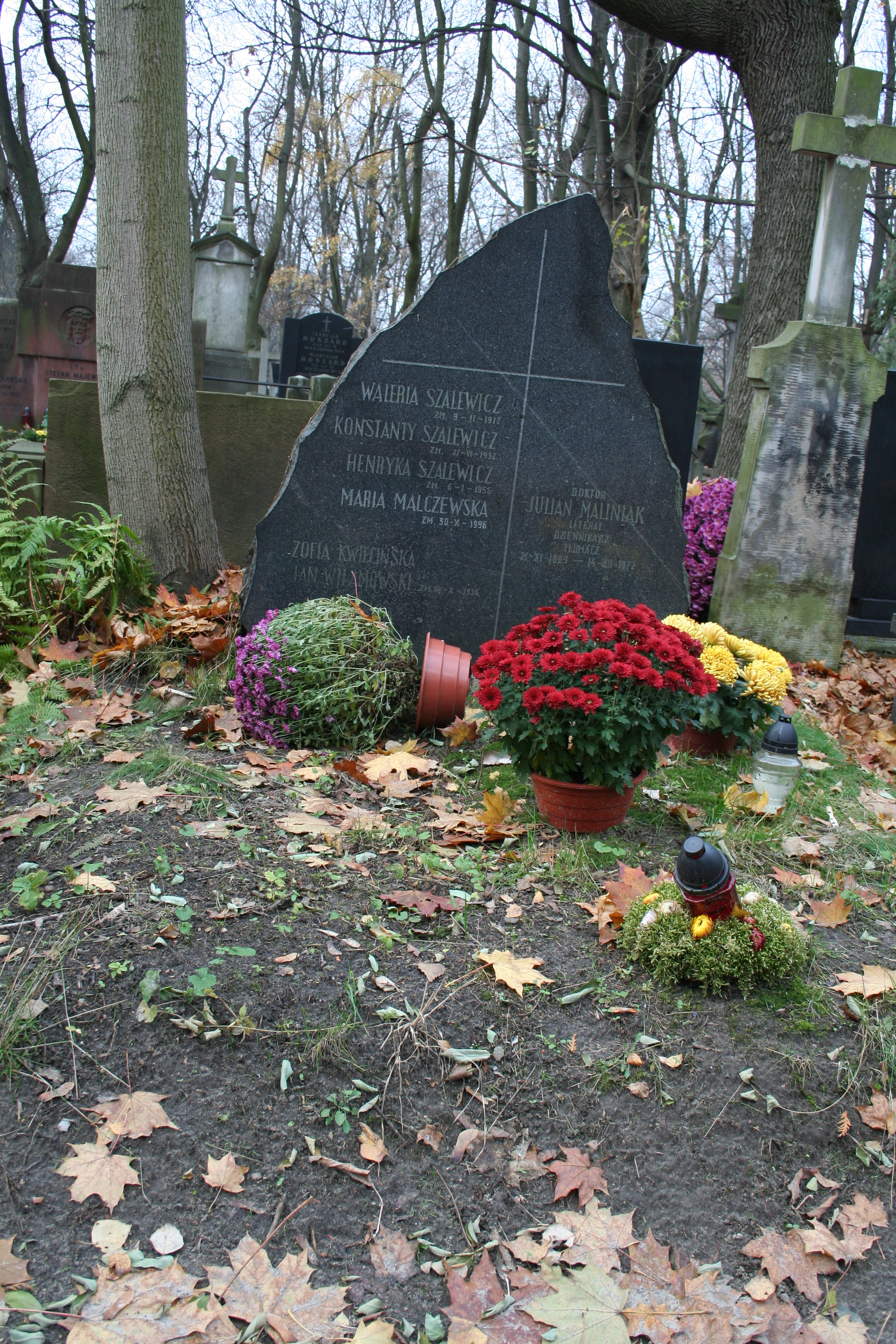
Grób Juliana Maliniaka na cmentarzu Powązkowskim w Warszawie

Julian Maliniak (ur. 21 listopada 1889, zm. 14 grudnia 1972 w Warszawie) – polski dziennikarz, tłumacz literatury, ekonomista, działacz ruchu socjalistycznego.

## Życiorys
Od 1906 członek PPS. W latach 1930–1937 był dyrektorem administracyjnym czasopisma lewicowego „Robotnik”, później pisma „Czarno na Białym”. W 1937 był także kierownikiem drukarni, w której drukowano skrajnie lewicowy warszawski „Dziennik Popularny”.
Był tłumaczem literatury radzieckiej i niemieckiej. Niekiedy posługiwał się pseudonimem Stanisław Łukomski. Tłumaczył między innymi prozę Ilji Erenburga, autobiografię Lwa Trockiego z 1930, a także wznowioną w 1996 książkę Rewolucja nihilizmu. Kulisy i rzeczywistość w Trzeciej Rzeszy z (1939) roku Hermanna Rauschninga.
W okresie międzywojennym współpracował także z państwowymi monopolami – spirytusowym i tytoniowym. 27 grudnia 1929 „za wyjątkowo gorliwą i owocną pracę w Dyrekcji Państwowego Monopolu Spirytusowego” został mu nadany Złoty Krzyż Zasługi. Jest autorem między innymi książki Tytoń w dawnej Polsce (Warszawa 1932).
W latach 1940–1942 przebywał w ZSRR, a do 1946 w Kairze w Delegaturze Rządu na Bliski Wschód.
Po wojnie, w latach 1946–1948 pełnił funkcję wiceprezesa Spółdzielni Wydawniczej „Wiedza”. Był członkiem Rady Naczelnej PPS w latach 1947–1948. W latach 1952–1959 był sekretarzem Zarządu ZAiKS-u.
W latach 1966–1976 należał do Zarządu oraz był przewodniczącym Komisji Rewizyjnej Polskiego PEN Clubu.
Został pochowany na cmentarzu Powązkowskim w Warszawie (kwatera 234–4–27/28).

## Życie prywatne
Mężem jego córki Wiktorii (ur. 1918) był Franciszek Stanisław Parecki (1913–1941), lwowski rysownik-satyryk związany z lewicą.

## Tłumaczenia (wybór)
- Victor Hugo – Rok dziewięćdziesiąty trzeci,
- Anna Seghers – Umarli pozostają młodzi,
- Ilja Erenburg – Rwacz,
- Ilia Erenburg – Oblicze wojny,
- Karol Marks – Proces cyrkulacji kapitału,
- Karol Marks i Friedrich Engels – O religii,
- Karol Marks i Friedrich Engels – Manifest komunistyczny,
- Fryderyk Engels – Rozwój socjalizmu od utopii do nauki,
- Karol Marks – Kapitał : krytyka ekonomii politycznej,
- Róża Luksemburg – Akumulacja kapitału: przyczynek do ekonomicznego wyjaśnienia imperializmu,
- Nikołaj Czernyszewski – Wybór pism ekonomicznych,
- Hermann Rauschning – Rewolucja nihilizmu. Kulisy i rzeczywistość w Trzeciej Rzeszy,
- Lew Trocki – Moje życie: próba autobiografii.